# Ruslana
Ruslana Stepanivna Ližičko (Руслана Степанівна Лижичко, Lavov, 24. svibnja 1973.), ukrajinska je pjevačica. Pobijedila je na World music award-u i Euroviziji 2004. i bila nominirana na MTV Europe Music Award-u. Ona je pjevačica, tekstopisac, producentica, skladateljica, dirigentica i pijanistica.
Pobijedila je na Euroviziji 2004. godine u Istanbulu s pjesmom "Wild dances" koja je osvojila 280 bodova.

## Životopis

### Rani život
Ruslana je rođena 24. svibnja 1973. u Lavovu, Ukrajinska SSR (danas Ukrajina). Kćer je ukrajinskih roditelja Nine i Stepana Ližička. Na nagovor majke je završila muzičku glazbenu i pjevala u različitim bendovima. Nakon srednje škole je ušla na Glazbeni konzervatorij u Lavovu, gdje je 1995. postala dirigentica i pijanistica.

## Glazbena karijera

### Rani glazbeni period
Ruslana je počela karijeru pobjedom na pjevačkom natjecanju Slavyanskiy Bazar u Vitebsku, Bjelorusija 1996. s pjesmom "Oj, letili dyki husi" i nominirana za nagradu Ukrajinskog pjevača godine. Njezin prvi album je  "Myt' Vesny - Dzvinkyi Viter". Drugi album je objavila 1999., a zove se "Ostanne rizdvo 90th".

### Wild dances projekt
Treći album se zove "Wild dances" (Dyki Tantsi) i on je najpopularniji album. S tom pjesmom je prošla na Euroviziju 2004 i osvojila zlato u : Švedskoj, Rusiji, Grčkoj, Češkoj i Slovačkoj.

## Pjesma Eurovizije

### 2004
2004. je s NTU-om predstavljala Ukrajinu na Euroviziji i pobijedila s osvojenih 280 bodova. Sve zemlje osim Švicarske su glasale za nju.

### 2005
2005. je otvorila natjecanje u Kijevu.

### 2006
2006 je sudjelovala u ARD-ovom programu "Najbolje od Eurovizije" uz švedsku pjesmu "Waterloo" i njemačku "Ein bißchen Frieden".

## Vanjske poveznice
- Službeni stranice
- Fanclub.ruslana.ua Arhivirana inačica izvorne stranice od 8. listopada 2012. (Wayback Machine)
- RuslanaTV  Arhivirana inačica izvorne stranice od 30. lipnja 2012. (Wayback Machine)
- RuslanaTube (YouTube)